# Retrato de familia (película de 1976)
Retrato de familia es una película española de 1976 dirigida por Antonio Giménez-Rico, producida por José Sámano y protagonizada por Antonio Ferrandis, Amparo Soler Leal, Mónica Randall y Miguel Bosé. Se trata de una adaptación de la novela Mi idolatrado hijo Sisí, escrita por Miguel Delibes en 1953.

## Argumento
Castilla, 1936. Cecilio Rubes, un comerciante acomodado, trata de permanecer neutral ante el inminente estallido de la guerra civil. Poco a poco se nos muestra su presente y su pasado a través de su mujer Adela, de su único hijo y de su amante Paulina. Crónica de la irrupción y las consecuencias de la guerra civil española en la vida de una familia burguesa.

## Premios
32.ª edición de las Medallas del Círculo de Escritores Cinematográficos
| Categoría              | Candidato         | Resultado |
| ---------------------- | ----------------- | --------- |
| Mejor actriz           | Mónica Randall    | Ganadora  |
| Mejor actor de reparto | Alberto Fernández | Ganador   |

- Sindicato Nacional del Espectáculo: Mejor película; Mejor actor (Antonio Ferrandis); Mejor actriz (Mónica Randall).

## Reparto
| Actor/Actriz         | Personaje      |
| -------------------- | -------------- |
| Antonio Ferrandis    | Cecilio Rubes  |
| Amparo Soler Leal    | Adela Rubes    |
| Mónica Randall       | Paulina        |
| Miguel Bosé          | Cécil Rubes    |
| Alberto Fernández    | Hipólito       |
| Encarna Paso         | Gloria Sendín  |
| Gabriel Llopart      | Luis Sendín    |
| Carmen Lozano        | Charo          |
| Josefina Díaz        | Viuda Rubes    |
| Carmen Cuesta        | Elisita Sendín |
| José Luis Alexandre  | Luisito Sendín |
| Luis Reina           |                |
| Pedro del Río        |                |
| Fernando Villena     |                |
| María Álvarez        |                |
| Ramón Durán          | Valdés         |
| Santiago Rivero      |                |
| José Cerro           |                |
| Lorenzo Ramírez      |                |
| Julia Lorente        |                |
| Esteban Benito       |                |
| Mirta Miller         | Lola           |
| Mari Carmen Alvarado |                |
| Estela Delgado       |                |